# Gre-No-Li

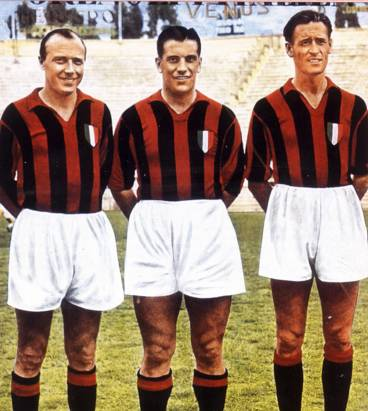
Das Gre-No-Li-Trio: Gunnar Gren, Gunnar Nordahl und Nils Liedholm im Trikot der AC Milan

Das Akronym Gre-No-Li steht für die drei schwedischen Fußballspieler Gunnar Gren, Gunnar Nordahl und Nils Liedholm, die in den 1950er-Jahren in der schwedischen Nationalmannschaft und bei der AC Mailand ein gefürchtetes Angriffs-Trio bildeten. In dieser Reihenfolge sind die drei auch geboren bzw. gestorben.
Die drei Spieler führten die von Rudolf Kock trainierte schwedische Auswahl im Jahr 1948 zur Goldmedaille im Fußballturnier der Olympischen Sommerspiele in London. Im Finale im Wembley-Stadion gegen Jugoslawien erzielte das Trio alle drei Tore zum 3:1-Sieg.
Im Jahr 1949 wurden die drei Schweden vom italienischen Spitzenklub AC Mailand unter Vertrag genommen. In der Saison 1950/51 gewann Milan unter dem ungarischen Trainer Lajos Czeizler den italienischen Meistertitel. Die Gre-No-Li erzielten 56 der 107 Tore der Mailänder. Nordahl wurde mit 34 Treffern obendrein Torschützenkönig.
Im Jahr 1953 wechselte Gunnar Gren zur AC Florenz. Liedholm und Nordahl führten die AC Mailand 1954/55 erneut zum Scudetto. Nachdem Nordahl 1956 zur AS Rom gewechselt war, errang Liedholm 1956/57 und 1958/59 mit Milan seine Meistertitel Nummer drei und vier.
Gunnar Nordahl wurde zwischen 1949/50 und 1954/55 insgesamt fünfmal Torschützenkönig in Italiens höchster Spielklasse und liegt mit 225 Treffern hinter Silvio Piola und Francesco Totti auf Rang drei der ewigen Torjägerliste der Serie A. Bei der AC Mailand ist er mit 221 Treffern der erfolgreichste Schütze in der Klubgeschichte. Liedholm war lange Zeit mit 394 Partien der Ausländer mit den meisten Einsätzen für Milan. 2009 wurde er von Clarence Seedorf abgelöst, der 432 Spiele bestritt.